# Enrica Cavallo
Enrica Cavallo (* 19. Mai 1921 in Mailand; † 25. Januar 2007 in Bloomington) war eine italienische Pianistin und Musikpädagogin.

## Leben und Werk
Enrica Cavallo galt vor dem Zweiten Weltkrieg als Wunderkind und gab in dieser Zeit zahlreiche öffentliche Konzerte. Sie wurde am Mailänder Konservatorium ausgebildet und war dor Schülerin von Guido Alberto Fano, Giovanni Anfossi (1864–1946) und Ilonka Deckers und Kommilitonin von Arturo Benedetti Michelangeli.
Enrica Cavallo begann früh ihre öffentliche Klavierkarriere, legte ihren interpretativen Schwerpunkt im klassischen Bereich auf Werke Johann Sebastian Bachs und auf zeitgenössische italienische Komponisten wie Camillo Togni, Alfredo Casella, Giorgio Federico Ghedini, Luigi Dallapiccola und Goffredo Petrassi.
Nach dem Krieg lernte Enrica Cavallo den italienischen Violinisten Franco Gulli (1926–2001) kennen. 1947 gründeten beide das Duo Gulli-Cavallo. 1950 heirateten beide. In den folgenden Jahren gingen sie gemeinsam auf weltweite Tourneen. Das Duo Gulli-Cavallo gab bis zum Tod von Franco Gulli im November 2001 öffentliche Konzerte.
Enrica Cavallo unterrichtete bis 1974 am Mailänder Konservatorium das Fach Klavier. Anschließend unterrichtete sie bis zu ihrer Emeritierung 1991 an der Indiana University School of Music in Bloomington Klavier.